# 白肉榕
白肉榕（学名：Ficus vasculosa）为桑科榕属的植物，分布于马来西亚、越南、泰国以及中国大陆的贵州、海南、广东、云南、广西等地，生长于海拔800米的地区，多生于山谷密林下，目前已由人工引种栽培。

## 别名
突脉榕（植物分类学报）

## 异名
- Ficus champioonii Benth.